# Caldera di Reporoa
La caldera di Reporoa è una caldera di 10 km per 15 km nell'Isola del Nord della Nuova Zelanda, a sud-sud-ovest del centro vulcanico di Okataina. Si è formata circa 230 000 anni fa nella zona vulcanica di Taupo, durante una grande eruzione che depositò circa 100 km³ di ignimbrite di Kaingaroa.
La caldera contiene tre duomi di lava di riolite: Deer Hill (creatosi dopo il crollo del margine sud della caldera), Kairuru e Pukekahu, oltre ai campi geotermali attivi di Reporoa. La caldera è inquadrata dall'area geotermale di Waiotapu, appena oltre il suo margine settentrionale della caldera, e da la zona delle Broadlands a sud. Il fiume Waikato scorre nella metà meridionale della caldera.
Non vi sono state eruzioni di lava all'interno della caldera dal Pleistocene, ma eruzioni idrotermiche sono avvenute nell'area termale di Waiotapu contemporaneamente all'eruzione del Tarawera nel 1180.
Nell'aprile 2005, un'importante esplosione geotermica all'interno della caldera ha creato un cratere di 50 metri di diametro, espellendo circa 7000 m³ di materiale. In passato, un'esplosione similare era avvenuta nel 1948, mentre eventi minori si erano ripetuti fra i due eventi.